# Noorse ijshockeyploeg (mannen)
De Noorse ijshockeyploeg is een team van ijshockeyers dat Noorwegen vertegenwoordigt bij internationale wedstrijden en staat regelmatig in de top-10 van de IIHF-wereldranglijst.
De beste prestatie van Noorwegen op het wereldkampioenschap ijshockey is een vierde plaats in 1951 en op de Olympische Spelen een achtste plaats in 1972. 